# 阿賀野 (軽巡洋艦)
阿賀野（あがの）は、大日本帝国海軍の軽巡洋艦。阿賀野型軽巡洋艦（阿賀野型二等巡洋艦）の1番艦（ネームシップ）。艦名は新潟県と福島県を流れる阿賀野川からちなんで命名された。

## 艦歴（太平洋戦争）
1940年（昭和15年）6月18日、第132号艦は佐世保海軍工廠で起工。
1941年（昭和16年）9月20日、第132号艦は軍艦『阿賀野』と命名される。同日附で阿賀野型（二等巡洋艦）のネームシップとして登録。
同年9月12日に内示された昭和17年度戦時編制で、阿賀野は第四艦隊・第九潜水戦隊の旗艦となる予定であった。第九潜水戦隊は呂百型潜水艦を基幹とし、第45潜水隊（呂100号、呂101号、呂102号）、第55潜水隊（呂103号、呂104号、呂105号）、第65潜水隊（呂106号、呂107号）で編制予定である。
同年10月22日、進水。命名式には昭和天皇の名代として邦寿王が臨席した。同日附で呉鎮守府籍となる。

### 第十戦隊旗艦
1942年（昭和17年）2月15日、前年11月下旬まで古鷹型重巡洋艦1番艦古鷹艦長だった中川浩大佐は、阿賀野艤装員長に任命される。
2月25日、佐世保海軍工廠に阿賀野艤装員事務所を設置する。
本艦が竣工する頃、すでに太平洋戦争はターニングポイントと呼ばれるミッドウェー海戦を過ぎてガダルカナル島の戦いに突入しており、戦局は悪化しつつあった。
10月31日、阿賀野は竣工して海軍に引き渡された。同時に、警備艦と定められる。中川艤装員長も阿賀野初代艦長となった。同日附で阿賀野艤装員事務所は撤去。
11月19日、阿賀野及び第17駆逐隊2小隊（浜風、磯風）はトラック進出を下令される。
11月20日、「阿賀野」は第三艦隊第十戦隊に編入。
12月1日、「阿賀野」はトラック泊地に進出した。同時に駆逐艦「照月」より第十戦隊旗艦を継承。だが軽巡洋艦が水雷戦隊を駆使しての戦闘はほとんど無かった。本艦型の設計技術会議に関与した宇垣纏連合艦隊参謀長も、『果たして現下の要求に堪えられるのか』と懸念を示している。
その頃の日本軍はニューギニア方面の作戦を進展させるため、ニューギニア島北岸のマダンとウェワクを占領して飛行場を設置し、ラエ（モロベ州州都）、サラモアに対する後方基地として強化することにした（「ム」号作戦）。だがポートモレスビーの連合軍基地から激しい空襲を受ける可能性があり、外南洋部隊指揮官三川軍一第八艦隊司令長官はウエワク攻略部隊の上空警戒のため、第二航空戦隊（司令官角田覚治少将：空母《隼鷹》）と護衛部隊（軽巡《阿賀野》、駆逐艦3隻《磯風、浜風、村雨》）を派遣した。
12月13日附で第二航空戦隊・第十戦隊各部隊は南東方面部隊に編入。
ウェワク攻略部隊（駆逐艦《巻雲、夕雲、風雲》、輸送船《清澄丸》）は12月16日12時ラバウルを出撃、マダン攻略部隊（軽巡《天龍》、駆逐艦《荒潮、涼風、磯波、電》、輸送船《愛国丸、護国丸》）は同日18時にラバウルを出撃した。
母艦航空部隊（隼鷹、阿賀野、磯風、浜風、村雨）もトラック泊地を出撃、同部隊の援護を受けたウェワク攻略部隊は、特に大きな戦闘もなく18日夜にウェワク揚陸に成功した。一方、マダン攻略部隊は12月18日の空襲で護国丸が中破、潜水艦アルバコアの雷撃で天龍を喪失した。12月20日、第二航空戦隊および第十戦隊各艦は前進部隊（指揮官近藤信竹中将）への復帰を下令された。
1943年（昭和18年）1月上旬、第十戦隊旗艦は駆逐艦「秋月」に変更された。
同年1月下旬〜2月上旬、ガダルカナル島からの撤退作戦（ケ号作戦）が実施された。これを支援すべく、前進部隊指揮官近藤信竹第二艦隊司令長官（旗艦愛宕）以下重巡洋艦4隻（愛宕、高雄、羽黒、妙高）、戦艦2隻（金剛、榛名）、軽巡3隻（長良、神通、阿賀野）、空母2隻（隼鷹、瑞鳳）、駆逐艦（朝雲、五月雨、時雨、陽炎、涼風、大波、初雪、敷波、嵐）、油槽船2隻（日本丸、建洋丸）という戦力が集結。前進部隊各部隊（本隊、警戒隊、航空部隊、補給部隊）は1月31日にトラック泊地を出撃。
2月3日、第一次撤収作戦損傷艦の補充のため駆逐艦2隻（朝雲、五月雨）は前進部隊からケ号作戦実施部隊にまわされ、ショートランド泊地へ向かう。その後も前進部隊や東方牽制隊はアメリカ軍機動部隊出現に備えて待機したが交戦の機会はなく、ケ号作戦成功と共に順次トラックへ帰投。その後、同地で待機した。
5月上旬、第十戦隊（阿賀野、第16駆逐隊《雪風》、第10駆逐隊《夕雲、秋雲》）は第一航空戦隊（瑞鶴、瑞鳳）を護衛して内地へ帰投する。5月8日、日本本土へ帰投した。
阿賀野は6月3日から7月2日まで呉海軍工廠で入渠を含めた整備を行い、この時に21号電探を装備した。
また13mm連装機銃2基を25mm連装機銃2基に交換、飛行甲板後端左右に25mm3連装機銃を1基ずつ増備し、25mm機銃は連装2基、3連装4基の計16挺となった。
第八戦隊（「利根」、「筑摩）、第十戦隊（「阿賀野」、駆逐艦5隻）、「最上」、軽巡洋艦「大淀」、水上機母艦「日進」からなる第一部隊は陸軍南海第四守備隊の第一次進出部隊の輸送に従事し、空母「翔鶴」、「瑞鶴」などとともに7月10日に内海西部を発ち、7月15日にトラックに到着した。マーシャル方面へ進出予定であった南海第四守備隊は、連合国軍のレンドバ島などへの上陸によりソロモン方面へ転用されることとなり、第一部隊は7月19日にトラックを発し、7月21日にラバウルに到着。ラバウルから先は「日進」と駆逐艦5隻によりブインとブカ島への輸送が行われ、第十戦隊司令官は旗艦を駆逐艦「萩風」に移してこれを指揮した。この際、「日進」が撃沈されている。第四駆逐隊（駆逐艦2隻）以外の第一部隊は7月24日にラバウルを発し、7月26日にトラックに戻った。
8月6日、阿賀野艦長は中川浩大佐から松原博大佐に交代した。

### 昭和十八年後半以降の戦い
1943年（昭和18年）11月1日、それまで輸送作戦の任務についていた阿賀野に出撃が命ぜられた。当時の阿賀野以下第十戦隊各艦は『ろ号作戦』にともなう第一航空戦隊航空隊の基地物件を輸送して、ラバウルへ進出中だった。連合艦隊司令部は阿賀野・初風・天津風・大波・巻波・長波・若月・風雲を南東方面部隊に編入した。だが駆逐艦3隻（天津風、巻波、風雲）はラバウル未到着のままだった。このあと第五戦隊司令官大森仙太郎少将を指揮官とする連合襲撃隊が編制され、本隊（大森少将直率：第五戦隊《重巡妙高、羽黒》）、第一警戒隊（第三水雷戦隊司令官伊集院松治少将：軽巡《川内》、第27駆逐隊《時雨、五月雨、白露》）、第二警戒隊（十戦隊司令官大杉守一少将：軽巡《阿賀野》、駆逐艦《長波、初風、若月》）、輸送隊（指揮官山代勝守大佐：駆逐艦《天霧、文月、卯月、夕凪、水無月》）という戦力が揃った。
11月2日00時45分、時雨（第27駆逐隊司令原為一大佐）の敵艦隊発見報告をきっかけに、アーロン・S・メリル少将率いるアメリカ艦隊（巡洋艦4隻・駆逐艦8隻）との約2時間におよぶ夜戦がはじまった（ブーゲンビル島沖海戦）。当時の日本艦隊は、主隊（妙高、羽黒）が中央、第一警戒隊（川内、時雨、白露、五月雨）が主隊左前方、第二警戒隊は（阿賀野、長波、初風、若月）の順番で主隊右前方を航行していた。
最初に米艦隊と交戦したのは第一警戒隊で、主隊と第二警戒隊は回避行動に専念し、妙高と初風の衝突を招いた。主隊（妙高、羽黒）が射撃を開始したのは時雨の報告から26分後の午前1時16分であり、主隊（妙高、羽黒）の右側にいた第二警戒隊（阿賀野、長波、若月）も戦局にまったく貢献できなかった。本海戦は日本艦隊の完全敗北で終わった。日本側はアメリカ軍輸送船団の撃滅に失敗、アメリカ軍上陸拠点の排除に失敗し2隻（軽巡《川内》、駆逐艦《初風》）を喪失した。阿賀野以下日本艦隊は11月2日午前9時以降、順次ラバウルへ帰投した。
11月5日と11日、連合軍の空母機動部隊（サラトガ、プリンストン）がラバウル停泊中の帝国海軍艦艇に空襲を敢行した（ラバウル空襲）。11月5日の空襲直前、第二艦隊司令長官栗田健男中将指揮下の遊撃部隊（重巡7隻《愛宕、高雄、摩耶、鳥海、鈴谷、最上、筑摩》、軽巡《能代》、駆逐艦5隻《玉波、涼波、藤波、早波、島風》）がラバウルに進出（またはラバウル近海で行動）。まとめて空襲に曝された遊撃部隊・連合襲撃隊・第二水雷戦隊は大打撃を受けた。阿賀野も高角砲一基が使用不能となり、重軽傷11名を出した。
11月11日のラバウル空襲では阿賀野の艦尾に魚雷1本が命中、艦尾から艦体10m程をもぎとられ、4軸スクリューのうち内側の2軸も喪失した。最大発揮可能速力18ノットに低下。
他に夕雲型10番艦涼波（第32駆逐隊）が沈没、夕雲型4番艦長波（第31駆逐隊）が大破した、数隻（浦風、若月）が若干の被害を受けた。また機銃掃射により阿賀野座乗の大杉司令官は重傷を負った。これを受けて南東方面艦隊司令長官草鹿任一中将は水上艦艇のトラック回航を下令。同日午後2時、阿賀野は麾下の駆逐艦浦風（第17駆逐隊）に護衛されてトラック泊地へむかった。舵がないため、スクリューの回転数を調整して針路を変更したという。また阿賀野と浦風間にロープを渡し、浦風が代用舵となった。
11月12日、トラック南西40浬を航行中の2隻（阿賀野、浦風）はアメリカ軍のガトー級潜水艦のスキャンプ (USS Scamp, SS-277)から捕捉され、阿賀野はスキャンプの二度にわたる魚雷攻撃を受けた。艦橋下部に命中した魚雷により前部缶室は浸水、機械も停止して航行不能となった。戦死者90名を出し、大杉司令官は阿賀野から浦風へ移乗し、旗艦を浦風に変更した。
同時刻、第二水雷戦隊（阿賀野型姉妹艦/旗艦能代、駆逐艦《藤波、早波、五月雨、風雲、若月》）は、潜水母艦長鯨とラバウル空襲で大破した高雄型重巡4番艦摩耶（第四戦隊）を護衛してトラック泊地にむかっていた。二水戦（能代、藤波、早波）は摩耶護衛を中断して阿賀野の救援におもむき12日夜半着、能代は阿賀野の曳航を開始した。トラック泊地からも軽巡長良と秋月型2隻（初月、涼月）が救援にむかい、13日中に合流した。14日、波浪により能代〜阿賀野間の曳索が切断したため、長良が阿賀野曳航を行うことになる。15日20時30分、阿賀野及び護衛部隊はトラック泊地に帰投した。
11月17日、松原博大佐（阿賀野艦長）は翔鶴型航空母艦1番艦翔鶴艦長へ転任（翔鶴がマリアナ沖海戦で沈没するまで翔鶴艦長を務める）。後任の阿賀野艦長は松田尊睦大佐（当時大鷹型航空母艦1番艦大鷹艦長）となった。
12月3日、阿賀野損傷時に負傷した大杉司令官は退任、木村進少将（初代第十戦隊司令官）が再び第十戦隊司令官職に就いた。
12月下旬、第十戦隊に阿賀野型3番艦矢矧が編入される。ただし、矢矧は内地にあって訓練中であった。
この時点での阿賀野の被害の状況は3番主砲の直後で船体が切断し後部を喪失、舵と内側の推進器が2軸とも無かった。
また右舷船底、艦橋と煙突の中間付近に長さ約12m、幅は最大約7mの魚雷による破口があり缶室を破壊、更に中央隔壁にスプリンターによる穴があり、反対舷の缶室まで浸水していた。
このため吃水は上甲板まで1mもなく、沈没寸前の状況だった。
工作艦明石による応急修理は、ケーソンを当てて破口を塞いで缶室を排水、艦尾の切断部分には仮の舵を左右に1枚ずつ装着し、航空機用デリックのウインチのドラムまでワイヤを伸ばして順回転で面舵、逆回転で取舵に操舵できるようにした。
その他に前部艦底には浮力確保のため空のドラム缶400個を収納した。
機関は5号、6号缶2基と前部機械室の主機を使用して外軸の推進器を回し、1944年（昭和19年）2月14日の試運転では14ノットまで航行可能と確認された。

### 沈没
1944年（昭和19年）1月上旬、第十戦隊旗艦は阿賀野から駆逐艦秋月に指定された。阿賀野は先の損傷を内地（佐世保）において本格修理することになった。2月15日、阿賀野は駆逐艦追風と第28号駆潜艇に護衛されてトラック泊地を出発した。
ところが直後の2月16日午後4時45分、アメリカのバラオ級潜水艦のスケート(USS Skate, SS-305)が阿賀野を雷撃した（アメリカ側によれば、『加古型重巡洋艦』に対し魚雷4本を発射して3本命中）。阿賀野は敵潜水艦を発見して蛇行航行を行おうとしたが人力操舵ワイヤが切断して転舵不能となり、そこにスケートの魚雷が右舷に2本命中したという。午後8時、追風が接舷を試みたが波浪により危険とみなされ、カッターボートによる移動となった。炎上した阿賀野は、午後9時に総員退去となり、午後11時半に退去が完了。2月17日午前1時45分に沈没した。地点北緯10度10分 東経151度40分 / 北緯10.167度 東経151.667度。阿賀野型軽巡洋艦最初の沈没艦となった。沈没により乗員約50名が戦死し、追風に艦長の松田尊睦大佐以下阿賀野乗員489名が、第28号駆潜艇に阿賀野乗員128名が救助された。
なお、阿賀野の救援に向かっていた軽巡洋艦那珂も、17日にアメリカ軍機動部隊艦載機の攻撃を受けて撃沈された。阿賀野の生存者を救助した駆逐艦の追風も18日にトラック島空襲により撃沈され、艦長の松田大佐以下多数の阿賀野生存者が戦死した。
駆潜艇28号に救助されていた阿賀野生存者は工作艦明石に便乗、回航部隊（波勝、春雨、秋風、藤波）等と共にパラオへ向かった。
3月31日、阿賀野は艦艇類別等級表と帝国海軍籍から除籍された。トラック島空襲で沈んだ艦艇（那珂、香取、舞風、文月、追風）等も阿賀野と同日附で除籍された。航海長の新堀昌夫少佐は4月24日より第一号輸送艦の臨時艤装員長に任命。第一号輸送艦臨時艦長、空母雲龍艤装員を経て8月6日附で雲龍航海長となるが、同艦沈没時に戦死した（1944年12月19日）。

### 沈没時の主な乗員
- 艦長 - 松田尊睦 少将(追風戦没時戦死)
- 機関長 - 坂内六郎 大佐(追風戦没時戦死)
- 水雷長 - 欠員[103]
- 航海長 - 新堀昌夫 少佐(生存)
- 砲術長 - 今泉正次 中佐(追風艦上にて戦死)

全約667名 （沈没時約50名死亡、追風沈没時467名死亡、150名救助。）
※戦死者の階級は、戦死確認後の最終階級。

## 年表
- 1940年6月18日 阿賀野型1番艦として佐世保工廠で起工。
- 1941年10月22日 進水。
- 1942年
  - 10月31日 竣工。
  - 12月1日 トラック島に入港。
  - 12月2日 第10戦隊の旗艦となる。
- 1943年
  - 6月23日 呉において電探装置を受領。
  - 11月1日 ブーゲンビル島沖海戦に参加。
  - 11月11日 ラバウルのシンプソン湾に停泊中、米艦上機の雷撃を受け、修理の為トラック島へと回航。
  - 11月12日 回航中、敵潜の雷撃を受け航行不能。長良、浦風に曳航されトラックへ向かう。また、この損傷で第10艦隊旗艦の任を解かれる。
- 1944年
  - 2月15日 トラックにて応急修理を受け、本修理の為、本土回航。
  - 2月16日 夕刻、トラック島北方沖にて米潜水艦スケートの魚雷2本が艦中央部に命中、炎上。
  - 2月17日 午前1時45分、沈没。
  - 3月31日 除籍。

## 歴代艦長
※『艦長たちの軍艦史』171-173頁、『日本海軍史』第9巻・第10巻の「将官履歴」に基づく。

### 艤装員長
1. 中川浩 大佐：1942年2月15日[26] - 10月31日[31]

### 艦長
1. 中川浩 大佐：1942年10月31日[31] - 1943年8月5日[55]
2. 松原博 大佐：1943年8月5日[55] - 11月17日[81]
3. 松田尊睦 大佐：1943年11月17日[81] - 1944年2月18日戦死（同日附で海軍少将に進級）[104]

## 同型艦
- 能代 - 矢矧 - 酒匂